# UFC on FX: Sotiropoulos vs. Pearson
UFC on FX: Sotiropoulos vs. Pearson (también conocido como UFC on FX 6) fue un evento de artes marciales mixtas celebrado por Ultimate Fighting Championship el 15 de diciembre de 2012 en el Gold Coast Convention and Exhibition Centre de Gold Coast, Australia.

## Historia
El greco-australiano George Sotiropoulos y el británico Ross Pearson encabezaron la tarjeta en un evento principal de cinco asaltos. Ambos fueron entrenadores rivales en el reality show The Ultimate Fighter: The Smashes.
El evento contó con las finales de peso wélter y peso ligero de The Ultimate Fighter: The Smashes. Este fue el primer evento de UFC celebrado en Gold Coast, Queensland, y el primer evento de UFC en Australia que se celebra fuera de Sídney.
Bruce Buffer no fue el anunciador del Octágono debido a conflictos de programación con The Ultimate Fighter: Team Carwin vs. Team Nelson Finale.
Kyle Noke esperaba enfrentarse a Seth Baczynski en el evento. Sin embargo, Noke fue obligado a retirarse de la pelea por una lesión y fue reemplazado por Mike Pierce.
Anthony Perosh y Joey Beltrán fueron programados para enfrentarse en el evento. Sin embargo, Perosh se vio forzado a retirarse de la pelea por una lesión en un dedo del pie y fue reemplazado por Igor Pokrajac.
El combate entre Ednaldo Oliveira y Krzysztof Soszynski fue originalmente acordado para este evento. No obstante, Oliveira fue obligado a abandonar y Soszynski fue retirado junto a él.
Eddie Méndez tenía previsto debutar con la promoción ante Nick Penner. Desafortunadamente, Mendez se retiró de la pelea citando una lesión en el hombro y fue reemplazado por el también debutante Cody Donovan.
Hacran Dias esperaba enfrentarse al exretador al título Chad Mendes. Días antes del evento, Dias se retiró de la disputa con una lesión en el hombro, siendo reemplazado por el recién llegado a UFC Yaotzin Meza.

## Resultados
1. ↑  Final de Peso Wélter TUF: The Smashes.
2. ↑  Final de Peso Ligero TUF: The Smashes.
3. ↑  Originalmente victoria por decisión unánime para Beltrán. El resultado fue cambiado a "Sin resultado" cuando Beltrán dio positivo por una sustancia prohibida.[15]

## Premios extra
Cada peleador recibió un bono de $40,000.
- Pelea de la Noche: Nick Penner vs. Cody Donovan
- KO de la Noche: Ben Alloway
- Sumisión de la Noche: No hubo sumisiones.